# Hrabstwo Lackawanna
Lackawanna – hrabstwo w stanie Pensylwania w USA. Populacja liczy 214437 mieszkańców (stan według spisu z 2010 roku).
Powierzchnia hrabstwa to 1209 km² (w tym 16 km² stanowią wody). Gęstość zaludnienia wynosi 180,3 osoby/km².

## Miejscowości

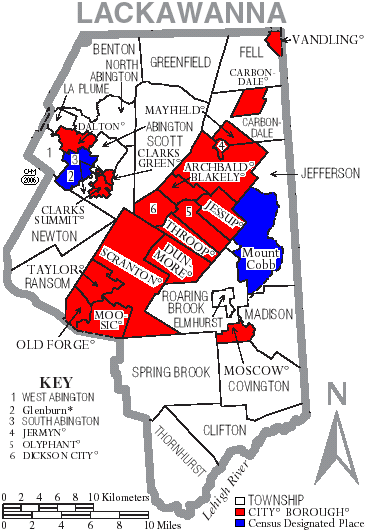
Rozmieszczenie miast i Broughs na mapie hrabstwa

### Miasta
- Carbondale
- Scranton

### Boroughs
| - Archbald - Blakely - Clarks Green - Clarks Summit - Dalton - Dickson City - Dunmore - Jermyn - Jessup | - Mayfield - Moosic - Moscow - Old Forge - Olyphant - Taylor - Throop - Vandling |